# Louis Bertola
Louis Bertola   (24 de mayo de 1891 Borgosesia, Italia- hacia 1961, Lyon)   es un escultor francés,

## Biografía
Louis Bertola,  escultor nacido el 24 de mayo de 1891 en Italia.
En el año 1893, su padre Ange Ludovic Bertola (1871-1910) solicita la nacionalidad francesa para el escultor.
Alumno de la Academia de Bellas Artes de París.
Premio de Roma en 1923, con el relieve “Une Muse remet à Apollon le couteau avec lequel il va écorcher Marsyas”, medalla de oro en 1929, es clasificado " fuera de concurso ".
En 1930 participa en el Salón de París con dos bustos (n.º de registro 3276 y 3277)
Será profesor en la escuela de las Bellas Artes de Lyon del 1 de octubre de 1942 al 23 de mayo de 1961.
Entre sus alumnos, destaca  el nombre del escultor Lucas Maize.
Su esposa Marcelle Bertola, es también pintora y algunas obras de ambos se exponen en el Museo Ernest Cognacq de Lyon.
Fallecido en  Lyon hacia 1961.

## Obras
- Une Muse remet à Apollon le couteau avec lequel il va écorcher Marsyas, (1923) relieve,escayola,  premio de Roma, dimensiones:: 168. cm x 130 cm. Conservado  en la école nationale supérieure de Beaux-arts de Paris,  ENSBA

- Buste de femme. (1926) retrato, alto relieve, mármol  realizado en Roma, conservado en la école nationale supérieure de Beaux-arts de Paris,[2]

- Premiere Chasse D'Adonis (1927), Lyon,

- L'accueil, 1930 bronce con pátina verde, dimensiones:   20.1 x 0 in. / 51 x 0 cm., fundición  Barbedienne ed. Misc.   [3]

- Esculturas del edificio de viviendas "Soieries Rosset" n.º 9 del  quai Jean Moulin, (1934) del arquitecto: George Curtelin.  En la orilla derecha del Ródano. Es este un edificio extraño al no dar la espalda al río.

- Mujer romana (1938), bronce, Lyon[4]
- monumento a Pasteur(1938)  , bajorrelieve  erigido en la plaza de Arsonval de Lyon

- Monumento en la 'Île du Souvenir(isla de los cisnes), Parque de la Tête d'Or, Lyon (ver imagen)

- Monumento  a los aviadores aliados y a los combatientes de la Liberación cementerio de Guillotière (1947).

Además, Bertola participó en la decoración escultórica en la basílica de Fourvière.

### Obras sin fecha
- Eros, adquirido por el Museo de arte moderno de París.

- Marine, pintura sobre madera,  en el Museo Ernest Cognacq de Lyon (INV.2003.1.2819)

- Marcelle Bertola-Berrut, retrato de la esposa del artista, escayola coloreada,  en el Museo Ernest Cognacq de Lyon(INV. 2003.1.2821)

- Les jeunes Grecques, escultura, terracota con patina, dimensiones: 43 x 39 x 22.5 cm. ,[3] en el Museo Ernest Cognacq de Lyon (INV.2003.1.2822)